# Ман, Фредерик
Фредерик Ман (англ. Fredric R. Mann 13 сентября 1903, Гомель — 26 февраля 1987, Филадельфия) — американский промышленник и меценат.

## Биография
Фредерик Ман родился в Гомеле в семье Оскара Маневича и Фанни Фрадкин. Семья эмигрировала в США в 1905 и поселилась в Нью-Хейвене. Учился в Школе бизнеса Уортона при Пенсильванском университете. Сделал своё состояние, основав предприятие по производству картонных коробок. Благодаря финансовой поддержки Мана был основан Израильский филармонический оркестр. Обеспечивал большую часть финансирования для нового зала оркестра, который был открыт в 1957 и назван в его честь Аудитория Фредерика Мана. В 1967 был назначен первым послом США в Барбадосе, эту должность он занимал до 1969. Он был членом совета Ассоциации Филадельфийского оркестра , Карнеги-холла, Нью-Йоркской филармонии и американского балета